# Ensamble Speculum Amoris
Ensamble Speculum Amoris es un ensamble conformado por Ileana Ortiz (soprano), Roberto González (tiorba y guitarra barroca) y Rafael Sánchez Guevara (viola da gamba), el cual está dedicado a la promoción del barroco y otros estilos musicales antiguos en México. Se han presentado en varios foros de México, entre destaca el Festival Internacional Cervantino y el Festival Ágape, todos sus integrantes se han presentado tanto en México como en el extranjero. 

## Organización
El Ensamble Speculum Amoris fue fundado en 2012 por Ileana Ortiz y Roberto González. Con el propósito de promover este estilo de música en México, el ensamble se enfoca en obras vocales e instrumentales de los siglos XVI y XVII, utilizando réplicas de instrumentos de la época. La recreación de esta música involucra una investigación en los estilos y métodos para tocarla.

## Dirección
Ileana Ortiz, directora del grupo, es una soprano nacida en la Ciudad de México en 1988. Fue discípula de Rita Guerrero, quien la introdujo al Barroco y la música antigua. Actualmente es alumna de las sopranos Claire Lefilliâtre y Sharon Coste. También ha trabajado con los especialistas de canto gregoriano y polifonía, Jean-Christophe Candau y Marcel Pérès, así como con el intérprete de canto bizantino, Frédéric Tavernier-Vellas. Ha dividido su tiempo profesional entre México y Francia, en colaboración con el ensamble Vox Cantoris fundó la Asociación Patrimonio Musical de la Nueva España.

## Presentaciones
Dentro de sus representaciones hay composiciones de Giovanni Paolo Cima, Claudio Monteverdi, Henry Purcell, Alessandro Piccinini, Santiago de Murcia, Georg Friedrich Händel, Robert de Visée, Michel de la Barre, Marin Marais, Jean-Baptiste Lully y José Marín.
El Ensamble Speculum Amoris se ha presentado en la radio con el Instituto Mexicano de la Radio así como en eventos como el Festival Internacional Agape (2013), en Coahuila y el Festival Internacional Cervantino (2014).